# SN 2011dr
SN 2011dr – supernowa typu II-P odkryta 25 maja 2011 roku w galaktyce M-07-41-08. W momencie odkrycia miała maksymalną jasność 17,80m.